# Spondilolisi
La spondilolisi è una malformazione vertebrale che consiste nell'interruzione dell'istmo (parte posteriore dell'arco delle vertebre lombari) compresa tra le apofisi articolari superiori e inferiori. Nella maggior parte dei casi si presenta nella parte più bassa della vertebra lombare (L5), ma si può presentare anche in altre vertebre, come nella vertebra toracica.

## Segni e sintomi
Risulta asintomatica (non mostra sintomi caratteristici) nella maggior parte dei casi, viene talvolta individuata nel corso di normali esami radiologici, compresa la tomografia assiale computerizzata. Può evolversi in spondilolistesi.
È relativamente frequente. Colpisce le V vertebra lombare e meno frequentemente le IV, talvolta è unilaterale. Nel 50-60% dei casi è accompagnata da spondilolistesi (scivolamento in avanti della parte anteriore della vertebra).
Nel corso del tempo, i cambiamenti degenerativi di spondilolisi possono causare gravi complicazioni, tra cui:
- dolore alla parte bassa della schiena, metà schiena e collo
- Stenosi Spinale  - dove il canale spinale diventa stretto e il midollo spinale potrebbe schiacciarsi; può verificarsi nel collo o lombo-sacrale.
- Sindrome Cauda equina  - una sindrome dove i nervi nella parte inferiore del midollo spinale sono compressi da un disco intervertebrale o di massa; raro, ma può causare gravi problemi nervosi.
- Radicolopatia  - una condizione in cui vengono compressi uno o più nervi spinali.
- Mielopatia Spinale

## Fattori di rischio
La spondilolisi è prevalente in alcune popolazioni, suggerendo una componente ereditaria, con tendenza a corpi vertebrali più sottili.
Anche se questa condizione può essere causata da traumi ripetitivi alla colonna lombare e a causa di sport pesanti come il calcio o la ginnastica, l'anatomia gioca comunque un ruolo importante. Secondo una ricerca svolta nel 2007, il patrimonio genetico della colonna lombare ha molto a che fare con la presenza di spondilolisi in alcuni individui. Uno studio condotto su 115 scheletri maschi con spondilolisi in L5, era la prova che un leggero ritocco nell'anatomia della colonna vertebrale può aumentare la probabilità che questa patologia insorga. Nei soggetti con spondilolisi, molte volte la regione interfacciale della vertebra L4 è più di forma trapezoidale con una larghezza maggiore rispetto ad una vertebra normale. Questo cambia anche l'altezza delle interfacce, rendendole più corte e più strette. Con questo difetto della colonna vertebrale, applicando un carico normale sarà avvertito come più pesante rispetto ad una priva di patologie; ciò è dovuto alla ridotta superficie e diminuito range torsionale di movimento durante curve e flessioni.
La spondilolisi si presenta più frequentemente come conseguenza allo svolgimento delle seguenti attività:
- Tennis
- Immersione
- Cheerleading
- Ginnastica
- Football
- Calcio
- Lotta
- Sollevamento pesi
- Cricket (Bowling Veloce)
- Rugby
- Pallavolo

Anche l'età, il sesso e la genetica possono essere inseriti tra i fattori di rischio, ad esempio i soggetti maschili sono più comunemente colpiti rispetto alle donne. Anche gli individui di età inferiore ai 26 anni hanno più probabilità di essere colpiti con diagnosi precoce, all'età di 16 anni. Alcuni studi hanno dimostrato che un difetto, il quale include una modifica della dimensione, forma dell'arco neurale e faccette articolari più strette, della vertebra L4, può essere un fattore di rischio per questa patologia.

## Fisiopatologia
La spondilolisi è un difetto della vertebra lombare della colonna vertebrale. La vertebra lombare è costituita da un corpo, un peduncolo, una lamina, una parte interarticolare, un processo trasverso, un processo spinoso e faccette articolari superiori che formano le articolazioni fungendo da collegamento tra le vertebre.
In particolare, la spondilolisi coinvolge la parte interarticolare.
Osservando la vertebra lombare dalla vista assiale, se la spondilolisi è presente nella colonna vertebrale si può osservare che la parte interarticolare appare staccata e vi è una separazione delle articolazioni.
In genere è causata da frattura da stress delle ossa, ed è particolarmente comune in adolescenti che praticano eccessiva attività. La parte interarticolare risulta particolarmente vulnerabile quando la colonna vertebrale è in posizione estesa, e una forza comprime improvvisamente le vertebre, come ad esempio quando si atterra su un piede dopo un salto. Questa pressione sulla parte interarticolare può comportare la rottura in soggetti sensibili.

### Complicazioni
La spondilolisi è la causa più comune di spondilolistesi in pazienti pediatrici.
Nella popolazione anziana, la malattia degenerativa del disco comunemente conduce alla spondilolistesi senza spondilolisi; in questi casi, il canale spinale si restringe perché l'arco spino-laminare da un livello scorre in avanti al livello inferiore appiattendo efficacemente il canale.
Il fattore ereditario, a cui si accennava precedentemente, risulta incisivo nella comparsa della spondilolistesi nei popoli Inuit colpendo il 30-50% dei soggetti appartenenti a tali popoli.

## Trattamento

### Riabilitazione
La procedura di riabilitazione, non chirurgica, più importante da eseguire con un individuo affetto da spondilolisi è la terapia fisica.
La terapia di solito varia da 3 a 6 mesi a seconda dello stato della lesione. L'obiettivo principale per la riabilitazione è quello di:
- rafforzare i muscoli addominali in modo che possano stabilizzare la parte bassa della schiena e del bacino,
- migliorare il movimento delle articolazioni dell'anca
- insegnare schemi di movimento che incoraggino la stabilità della colonna vertebrale durante l'utilizzo delle articolazioni dell'anca.

Risulta, dunque, fondamentale ridurre al minimo il movimento della parte instabile. Oltre alla terapia fisica i trattamenti per la spondilolisi acuta possono essere il riposo dalla pratica sportiva o la pratica, di quest'ultima, con l'ausilio di un busto. Farmaci come l'ibuprofene e altri antidolorifici possono essere utilizzati anche durante questi trattamenti per ridurre il dolore e diminuire l'infiammazione. Durante il trattamento, al paziente viene solitamente chiesto di stare a riposo, meglio sdraiati, per la maggior parte della giornata.
Se per qualsiasi motivo il paziente deve svolgere qualsiasi tipo di attività, il busto deve essere indossato per evitare movimenti eccessivi o una flessione errata.
Quando il paziente guarisce conseguentemente alla terapia fisica e non presenta alcun segno di dolore o infiammazione nella parte inferiore della schiena, essi possono riprendere con le normali attività quotidiane o atletiche, ma potrebbe essere necessario continuare ulteriormente a effettuare esercizi mirati al rinforzo della parte inferiore della schiena, assegnati dal terapeuta. Il tutore potrebbe dover essere indossato alcuni giorni in più, se il paziente desidera, per evitare eventuali difetti posturali o eccessivi movimenti trasversali. Circa l'80-85% dei pazienti hanno mostrato sollievo dal dolore dopo aver effettuato questi trattamenti.
La chirurgia può essere esser presa in considerazione da coloro che non hanno avuto successo con i trattamenti, ma si tratta di episodi molto rari.

### Chirurgia
La maggior parte dei pazienti con spondilolisi non richiede un intervento chirurgico, ma quando i sintomi non si risolvono con la terapia fisica, essi possono richiedere un intervento chirurgico. Ci sono due tipi di chirurgia per questa condizione: 
- Laminectomia : questa è una procedura per rimuovere la lamina dall'anello osseo della vertebra e rilasciare la pressione. Questa pressione può essere causata da compressione del nervo o ernia discale. La laminectomia viene comunemente eseguita sulle vertebre nella parte posteriore inferiore e nel collo.
- Fusione posteriore lombare: la fusione è consigliata quando una serie di vertebre si allenta o è instabile. La fusione spinale è una procedura che unisce due o più ossa (vertebre) insieme in un unico blocco, il che impedirà alle articolazioni e alle ossa di muoversi. in questo intervento vengono applicate viti di metallo, e aste per tenere le ossa nella posizione corretta, in modo sicuro, finché avviene la completa fusione. Questa procedura viene utilizzata per il trattamento dell'instabilità della colonna vertebrale, delle fratture della colonna vertebrale lombare e della malattia degenerativa del disco.

## Epidemiologia
Negli Stati Uniti nel 2009 ci sono stati 33,249 ricoveri ospedalieri, 21 507 donne e il restante uomini, senza alcun decesso in ospedale. Di questi, solo 137 erano di età compresa tra 1-17 anni, 3 977 di età compresa tra i 18-44 anni, 14 723 di età compresa tra i 45-64 anni, 13 810 di età compresa tra 65-84 anni, e 695 di età superiore a 85 anni. La permanenza media è stata tra i 3 ei 4 giorni per tutte le età.